# 1706
1706. је била проста година.

## Догађаји

### Септембар
- 7. септембар — Битка код Торина у Рату за шпанско наслеђе.

## Рођења

### Јануар
- 17. јануар — Бенџамин Френклин, амерички научник и политичар.

## Смрти

### Септембар
- 27. октобар — Арсеније III Црнојевић, пећки патријарх.